# دماص
دماص (به عربی: دماص) یک منطقهٔ مسکونی در مصر است که در استان دقهلیه واقع شده‌است.